# 马玉山
马玉山（1968年12月—），男，汉族，内蒙古鄂托克前旗人，中华人民共和国政治人物，中国共产党党员，第十三届全国人民代表大会宁夏地区代表。

## 生平
2018年2月24日，当选为第十三届全国人大代表。